# Calliopsis chlorops
Calliopsis chlorops är en biart som beskrevs av Cockerell 1899. Calliopsis chlorops ingår i släktet Calliopsis och familjen grävbin. Inga underarter finns listade.